# Sinagoga de Luxemburgo
La Sinagoga de Luxemburgo o la Sinagoga de la Ciudad de Luxemburgo (en luxemburgués: Synagog Stad Lëtzebuerg; en alemán: Synagoge Luxemburg) fue inaugurado en el año 1953.  Se encuentra ubicado en la Avenida Monterey, en la ciudad de Luxemburgo, en el Gran Ducado de Luxemburgo.
Se creó el 28 de septiembre de 1894 con el trabajo de los arquitectos Ludwig Levy y Charles Arendt dedicada enteramente al gusto orientalizante de la época.  Esta sinagoga fue destruida en 1943 por los ocupantes alemanes durante la Segunda Guerra Mundial.
La Sinagoga de hoy en la ciudad de Luxemburgo, fue diseñada por los arquitectos  Victor Engels y René Maillet siendo inaugurada el 28  de junio de 1953.